# Barnabé Louis Paulin Depanis
 (avril 2019).
Si vous disposez d'ouvrages ou d'articles de référence ou si vous connaissez des sites web de qualité traitant du thème abordé ici, merci de compléter l'article en donnant les références utiles à sa vérifiabilité et en les liant à la section « Notes et références ».
Philippe Louis Paulin Depanis, né à Toulouse le 14 janvier 1787 et décédé le 28 janvier 1860 dans la même ville, est un militaire français. Il prit part aux guerres napoléoniennes en Allemagne, Pologne et en Espagne entre 1806 et 1815. Il termine sa carrière militaire dans les années 1850 avec le grade de général de brigade.

## Biographie

### Études militaires
Il naît à Toulouse le 14 janvier 1787 et il y fait toutes ses études.
Il entre ensuite au service en qualité d'élève de l'École spéciale militaire de Fontainebleau. Après la bataille d'Iéna, un ordre de Napoléon appelle deux cents élèves de cette École qu'il appelait sa poule aux œufs d'or, et Barnabé Depanis part en poste avec ses compagnons le 9 novembre 1806 et rejoint le quartier général impérial à Posen.

### L'épopée napoléonienne
Nommé-sous-lieutement au 16e régiment d'infanterie légère, il prend part à la bataille de Golymin le 26 décembre 1806, et à la bataille d'Eylau, le 8 février 1807. Son régiment y est presque détruit, et plus de quarante officiers y perdirent la vie; le jeune Depanis lui en est quitte pour une contusion, et il peut commander la compagnie après la mort du capitaine et du lieutenant. Il se battit encore à Friedland et fut témoin de l'entrevue de Tilsit.
En 1809, le 16e d'infanterie légère fait partie du 1er corps, et se trouve, le 10 novembre, à Espinosa devant 20 000 Espagnols retranchés sur une montagne. L'action est engagée et le 16e eut les honneurs de la journée; il gravit et enleva des positions inaccessibles et culbuta l'ennemi. Le 22 novembre, Barnabé Depanis est fait lieutenant sur le champ de bataille de Burgos.
Le 2 décembre, il perd 40 hommes de sa compagnie à la prise de Madrid. Puis ce sont l'embarquement des Anglais à la Corogne, la prise de Toro, de Zamora, l'occupation de Salamanque, l'assaut d'Alcantara dont le pont, défendu par vingt pièces de canon, est franchi avec une audace inouïe, la bataille de Talavera, autant d'actions éclatantes du 16e, et le lieutenant Depanis en revendique une bonne part.
Nommé adjudant-major le 3 avril 1810 au blocus et sous le canon de Cadix, il soutient sa réputation aux batailles de Chiclana et d'Albuera, au combat de Calauas (3 juillet 1811), où, avec deux officiers et quinze dragons, il fait mettre bas les armes à trois compagnies d'infanterie, au siège de Tarifa et à la bataille de Vitoria où il est blessé.
Le 11 octobre 1813, alors que Depanis est capitaine aide de camp du général Saint-Pol, le maréchal Soult le nomme chef de bataillon au 64e régiment d'infanterie de ligne. Un décret impérial du 25 novembre le nomme chevalier de la Légion d'honneur après six présentations antérieures.
Depanis assiste aux sanglants combats qui eurent lieu sur la Nive et l'Adour le 13 novembre, à la bataille de Saint-Pierre-d'Irube. Alors qu'il marche au pas de charge sur une batterie anglaise qui balayait la route lorsqu'un coup de feu lui traverse la poitrine et lui fracasse l'articulation supérieure du bras gauche. La première Restauration le laisse alors à la demi-solde. Pendant les Cent-Jours, il reprend le commandement de son bataillon. Ayant dix blessures ouvertes, il ne peut assister à la bataille de Waterloo, il doit se retirer derrière la Loire et fut de nouveau licencié.

### Fin de carrière
Retiré à Toulouse dans sa famille, il y est persécuté comme bonapartiste et rappelé le 15 novembre 1826 comme major au 32e de ligne, il reçoit la croix de Saint-Louis, par rang d'ancienneté. Le 11 septembre 1830, il est nommé lieutenant-colonel au 32e puis officier de la Légion d'honneur en 1831. Pendant l'insurrection de la Vendée en 1832, il commande les arrondissements d'Ancenis et de Châteaubriant, et s'y distingue par sa conduite.
Le 24 mars 1834, il est nommé colonel du 9e régiment d'infanterie de ligne, et le 26 avril 1841, il est promu au grade de général de brigade.
Il décède le 28 janvier 1860, à Toulouse, à l'âge de 73 ans.